# Stictoleptura tonsa
Stictoleptura tonsa är en skalbaggsart som först beskrevs av K. Daniel och J. Daniel 1891.  Stictoleptura tonsa ingår i släktet Stictoleptura och familjen långhorningar.
Artens utbredningsområde är Iran. Inga underarter finns listade i Catalogue of Life.